# 花山院忠定
花山院 忠定（かさんのいん たださだ）は、室町時代前期の公卿。右大臣・花山院通定の子。官位は正二位・権大納言。花山院家13代当主。

## 経歴
応永3年（1396年）に従三位となり、公卿に列する。その後、尾張権守・権中納言を経て、応永9年（1402年）に権大納言となる。応永23年（1416年）には右近衛大将を兼務するも同年に薨去。享年38。

## 系譜
- 父：花山院通定（?-1400）
- 母：不詳
- 妻：不詳
  - 男子：花山院持忠（1405-1467）

| スタブアイコン | サブスタブ | この項目は、まだ閲覧者の調べものの参照としては役立たない、人物に関連した書きかけの項目です。この項目を加筆・訂正などしてくださる協力者を求めています（P:人物伝/PJ:人物伝）。 |